# 艾美臣·艾維斯
艾美臣·艾華斯（Edmilson Alves，1976年2月17日—）一般称作艾美臣，生于巴西，巴西职业足球运动员，现效力于日本職業足球联赛球会大分三神队。